# Мартін Родрігес (футболіст, 1994)
Мартін Родрігес (ісп. Martín Vladimir Rodríguez, нар. 5 серпня 1994, Дієго-де-Альмагро, Чилі) — чилійський футболіст, півзахисник національної збірної Чилі та клубу «Крус Асуль».

## Клубна кар'єра
У дорослому футболі дебютував 2011 року виступами за команду клубу «Уачіпато», в якій провів чотири сезони, взявши участь у 48 матчах чемпіонату. 
Своєю грою за цю команду привернув увагу представників тренерського штабу клубу «Коло-Коло», до складу якого приєднався 2015 року. Відіграв за команду із Сантьяго наступний сезон своєї ігрової кар'єри. Більшість часу, проведеного у складі «Коло-Коло», був основним гравцем команди.
До складу клубу «Крус Асуль» приєднався 2017 року. Відтоді встиг відіграти за команду з Мехіко 14 матчів в національному чемпіонаті.

## Виступи за збірну
2014 року дебютував в офіційних матчах у складі національної збірної Чилі.
У складі збірної був учасником розіграшу Кубка конфедерацій 2017 року у Росії.

## Титули і досягнення
- Чемпіон Чилі: 2012К, 2015-16А
- Володар Кубка Чилі: 2016